# Josip Draksler
Josip Draksler (partizansko ime Povh) , slovenski knjigovodja in partizanski intendant, * 10. avgust 1896, Dol pri Hrastniku, † 22. april 1972, Ljubljana.

## Življenje in delo
Leta 1920 se je pridružil generalu Maistru in se udeležil bojev za severno mejo. V letih 1921−1941 je v različnih krajih Štajerske služboval kot knjigovodja. Ob okupaciji Jugoslavije je prišel v Ljubljano in na Ježici začel delati za Osvobodilno fronto. Septembra 1941 je vstopil v Stiško četo in bil borec ter intendant v različnih partizanskih enotah. Član Komunistične partije Slovenije je postal 1942. V letih 1942−1945 je bil ekonom in načelnik ekonomskega odseka pri Glavnem štabu Narodnoosvobodilne vojske in partizanskih odredov Slovenije. Po osvoboditvi je bil med drugim vodja jugoslovanske komisije za povračilo zaplenjene lastnine v Berlinu (1946-1947), vodja ekonomata pri ministrstvu rudarstva Ljudske republike Slovenije in vodja ekonomata težke industrije Federativne ljudske republike Jugoslavije (1950-1953). Za udeležbo v narodnoosvobodilni borbi je bil odlikovan s partizansko spomenico 1941.